# هاري أوكمان
هاري أوكمان (بالإنجليزية: Harry Oakman)‏ هو مهندس المناظر الطبيعية أسترالي، ولد في 1906 في لومل في بلجيكا، وتوفي في 2002 في Moggill, Queensland ‏ في أستراليا.